# J. Paul Getty
Jean Paul Getty (/ˈɡɛti/; 15 tháng 12 năm 1892 – 6 tháng 6 năm 1976), được biết đến rộng rãi với tên J. Paul Getty, là một nhà công nghiệp xăng dầu người Anh gốc Mỹ, và là tộc trưởng của gia đình Getty. Ông thành lập Công ty Dầu Getty, và vào năm 1957, tạp chí Fortune vinh danh ông là người Mỹ giàu nhất còn sống, trong khi Sách Kỷ lục Guinness năm 1966 đánh giá  ông là công dân tư nhân giàu nhất thế giới, trị giá ước tính 1,2 tỷ đô la Mỹ. (khoảng 7.4 tỷ USD vào 2019). Khi chết, ông trị giá hơn 6 tỷ đô la Mỹ (khoảng 20 tỷ USD vào 2022). Một cuốn sách xuất bản năm 1996 đã xếp Getty là người Mỹ giàu thứ 67 từng sống, dựa trên tài sản của ông tính theo phần trăm tổng sản phẩm quốc dân tại thời điểm tính.
Bất chấp khối tài sản khổng lồ của mình, Getty khét tiếng là hà tiện, đặc biệt trong khi thương lượng tiền chuộc cho vụ bắt cóc cháu trai người Ý của ông vào năm 1973. Getty là một người đam mê sưu tập nghệ thuật và cổ vật. Bộ sưu tập của ông đã hình thành nên cơ sở của Bảo tàng J. Paul Getty ở Los Angeles, California, và hơn 661 triệu USD tài sản của ông đã được để lại cho bảo tàng sau khi ông qua đời. Ông thành lập Quỹ tín thác J. Paul Getty vào năm 1953. Quỹ tín thác này là tổ chức nghệ thuật giàu có nhất thế giới và điều hành Khu phức hợp Bảo tàng J. Paul Getty: Trung tâm Getty, Biệt thự Getty và Quỹ Getty, Viện Nghiên cứu Getty và Viện Bảo tồn Getty.